# Tian Ran
Tian Ran (chinesisch 田然, Pinyin Tián Rán; * 8. Januar 1994 in Henan) ist eine ehemalige chinesische Tennisspielerin.

## Karriere
Tian Ran spielt fast ausschließlich Turniere des ITF Women’s Circuit, bei denen sie bislang drei Einzel- und sieben Doppeltitel gewinnen konnte.
Im Jahr 2011 spielte Tian erstmals für die chinesische Fed-Cup-Mannschaft; sie hat alle drei Spiele verloren.
Ihr bislang letztes internationale Turnier spielte Tian im April 2018. Sie wird daher nicht mehr in der Weltrangliste geführt.

## Turniersiege

### Einzel
| Nr. | Datum             | Turnier  | Kategorie   | Belag     | Finalgegnerin | Ergebnis       |
| --- | ----------------- | -------- | ----------- | --------- | ------------- | -------------- |
| 1.  | 11. April 2010    | Ningbo   | ITF $10.000 | Hartplatz | Zheng Saisai  | 6:2, 6:3       |
| 2.  | 5. Januar 2013    | Hongkong | ITF $10.000 | Hartplatz | Liang Chen    | 7:69, 2:6, 6:3 |
| 3.  | 12. Dezember 2015 | Hongkong | ITF $10.000 | Hartplatz | Emma Laine    | 6:2, 6:3       |

### Doppel
| Nr. | Datum            | Turnier     | Kategorie   | Belag     | Partnerin    | Finalgegnerinnen              | Ergebnis          |
| --- | ---------------- | ----------- | ----------- | --------- | ------------ | ----------------------------- | ----------------- |
| 1.  | 3. Juli 2010     | Hefei       | ITF $10.000 | Hartplatz | Zheng Saisai | Bai Xi Zhang Kailin           | 6:0, 6:4          |
| 2.  | 26. Februar 2011 | Antalya     | ITF $10.000 | Sand      | Liang Chen   | Olga Panowa Marina Schamaiko  | 6:72, 7:5, [11:9] |
| 3.  | 5. März 2011     | Antalya     | ITF $10.000 | Sand      | Liang Chen   | Darija Jurak Katarzyna Kawa   | 4:6, 6:2, [10:6]  |
| 4.  | 4. Januar 2013   | Hongkong    | ITF $10.000 | Hartplatz | Tang Haochen | Eri Hozumi Miyu Katō          | 6:2, 6:1          |
| 5.  | 3. Mai 2014      | Seoul       | ITF $15.000 | Hartplatz | Liu Chang    | Han Na-lae Yoo Mi             | 6:4, 6:75, [10:6] |
| 6.  | 23. Mai 2014     | Tianjin     | ITF $25.000 | Hartplatz | Liu Chang    | Fatma Al Nabhani Ankita Raina | 6:1, 7:5          |
| 7.  | 2. Juli 2016     | Helsingborg | ITF $25.000 | Sand      | You Xiaodi   | Cornelia Lister Anna Morgina  | 6:4, 6:3          |